# محمود حماده
محمود حماده (عربی: محمود حمادة؛ زادهٔ ۱ ژوئن ۱۹۹۴) بازیکن فوتبال اهل مصر است.
از باشگاه‌هایی که در آن بازی کرده است می‌توان به باشگاه فوتبال الانتاج الحربی اشاره کرد که در حال حاضر برای باشگاه فوتبال المصری بازی می‌کند. 
وی همچنین در تیم ملی فوتبال مصر بازی کرده است.